# Hoffer József (labdarúgó)
Hoffer József (Budapest, 1922. március 20. – Budapest, 2004. április 6.) labdarúgó, csatár, a magyar labdarúgó-válogatott volt szövetségi kapitánya, újságíró, az MTI sportrovatvezetője.

## Pályafutása
1940-ben a zuglói Szent István Gimnáziumban érettségizett.

### Klubcsapatban
1931 és 1953 között a Zsolnay SE, a Zuglói SE és Autótaxi játékosa volt. Az első osztályban 1944 és 1946 között szerepelt a Zuglói MADISZ (Zuglói SE) csapatával. Az 1944–45-ös idényben a 7. helyen állt a csapattal, amikor ősszel félbeszakadt a bajnokság. Az 1945-ös tavaszi idényben 9., a következő idényben 16. helyen végzett az együttessel.

### Edzőként
1953 és 1967 között a magyar ifjúsági válogatott szövetségi kapitánya volt. 1953-ban UEFA-torna győztes, 1960-ban 3. helyezett. 1970-ben és 1971-ben 10 mérkőzésen át a válogatott szövetségi kapitányaként működött.

### Újságíróként
1949 és 1984 között az MTI sportrovatának vezetője volt. 1957 és 1969 között a Labdarúgás újság főszerkesztőjeként tevékenykedett.

## Sikerei, díjai

### Edzőként
- Ifjúsági UEFA-torna
  - győztes: 1953
  - 3.: 1959
  - 5.: 1954

### Egyéni
- Aranytoll (1994)
- Feleki László-díj (1996)
- MOB-médiadíj (1996)
- az MTI Örökös Tudósítója emlékgyűrű (2002)

## Főbb művei
- A labdarúgó világbajnokságok (Földessy Jánossal, Pénczél Lajossal, 1962)
- The history of Hungarian football told in a nutshell; Sportpropaganda, Bp., 1966
- Antal Zoltán–Hoffer József: Alberttől Zsákig. Válogatott labdarúgók könyve; bev. Barcs Sándor; Sport, Bp., 1968
- Antal Zoltán–Hoffer József: Alberttől Zsákig. Válogatott labdarúgók könyve; 2. bőv. kiad.; bev. Barcs Sándor; Sport, Bp., 1969
- Rúgd a labdát! (Albert Flóriánnal, 1970)
- Aranylabdások – aranycipősök (1978)
- Almanach (1980–86)
- Öcsi képeskönyve. Puskás Ferenc 70 éves; szerk. Hoffer József; Magyar Labdarúgó Szövetség, Bp., 1997

## Statisztika

### Mérkőzései szövetségi kapitányként
| Magyarország | Magyarország         | Magyarország             | Magyarország | Magyarország | Magyarország  | Magyarország | Magyarország | Magyarország |
| #            | Dátum                | Helyszín                 | Hazai        | Eredmény     | Vendég        | Kiírás       | Gólok        | Esemény      |
| ------------ | -------------------- | ------------------------ | ------------ | ------------ | ------------- | ------------ | ------------ | ------------ |
| 1.           | 1970. április 12.    | Belgrád, JNA stadion     | Jugoszlávia  | 2 – 2        | Magyarország  | barátságos   | -            |              |
| 2.           | 1970. május 2.       | Budapest, Népstadion     | Magyarország | 2 – 0        | Lengyelország | barátságos   | -            |              |
| 3.           | 1970. május 16.      | Budapest, Népstadion     | Magyarország | 1 – 2        | Svédország    | barátságos   | -            |              |
| 4.           | 1970. szeptember 9.  | Nürnberg, Frankenstadion | NSZK         | 3 – 1        | Magyarország  | barátságos   | -            |              |
| 5.           | 1970. szeptember 27. | Budapest, Népstadion     | Magyarország | 1 – 1        | Ausztria      | barátságos   | -            |              |
| 6.           | 1970. október 7.     | Oslo, Ullevaal Stadion   | Norvégia     | 1 – 3        | Magyarország  | Eb-selejtező | -            |              |
| 7.           | 1970. november 15.   | Bázel, St. Jakob stadion | Svájc        | 0 – 1        | Magyarország  | barátságos   | -            |              |
| 8.           | 1971. április 4.     | Bécs, Práter-stadion     | Ausztria     | 0 – 2        | Magyarország  | barátságos   | -            |              |
| 9.           | 1971. április 24.    | Budapest, Népstadion     | Magyarország | 1 – 1        | Franciaország | Eb-selejtező | -            |              |
| 10.          | 1971. május 19.      | Szófia, Levszki-stadion  | Bulgária     | 3 – 0        | Magyarország  | Eb-selejtező | -            |              |
|              | Összesen             |                          |              | -            | mérkőzés      |              | -            | gól          |